# Giuseppe de Stefanis
Giuseppe de Stefanis, italijanski general, * 1885, † 1965.